# Simning vid olympiska sommarspelen 1968
Simningen vid olympiska sommarspelen 1968 i Mexico City bestod av 29 grenar, 15 för män och 14 för kvinnor, och hölls mellan den 17 och 26 oktober 1968 i Alberca Olímpica Francisco Márquez. Antalet deltagare var 468 tävlande från 51 länder.

## Medaljfördelning
| Pl. | Nation         | Guld | Silver | Brons | Totalt |
| --- | -------------- | ---- | ------ | ----- | ------ |
| 1   | USA            | 21   | 15     | 16    | 52     |
| 2   | Australien     | 3    | 2      | 3     | 8      |
| 3   | Östtyskland    | 2    | 3      | 1     | 6      |
| 4   | Jugoslavien    | 1    | 1      | 0     | 2      |
| 5   | Mexiko         | 1    | 0      | 1     | 2      |
| 6   | Nederländerna  | 1    | 0      | 0     | 1      |
| 7   | Sovjetunionen  | 0    | 4      | 4     | 8      |
| 8   | Kanada         | 0    | 3      | 1     | 4      |
| 9   | Storbritannien | 0    | 1      | 0     | 1      |
| 10  | Västtyskland   | 0    | 0      | 2     | 2      |
| 11  | Frankrike      | 0    | 0      | 1     | 1      |

## Medaljörer

### Damer
| Gren                         | Guld                                                      | Silver                                                                   | Brons                                                                      |
| 100 m frisim Detaljer...     | Jan Henne USA                                             | Susan Pedersen USA                                                       | Linda Gustavson USA                                                        |
| 200 m frisim Detaljer...     | Debbie Meyer USA                                          | Jan Henne USA                                                            | Jane Barkman USA                                                           |
| 400 m frisim Detaljer...     | Debbie Meyer USA                                          | Linda Gustavson USA                                                      | Karen Moras Australien                                                     |
| 800 m frisim Detaljer...     | Debbie Meyer USA                                          | Pam Kruse USA                                                            | Maria Teresa Ramírez Mexiko                                                |
| 100 m ryggsim Detaljer...    | Kaye Hall USA                                             | Elaine Tanner Kanada                                                     | Jane Swagerty USA                                                          |
| 200 m ryggsim Detaljer...    | Lillian Watson USA                                        | Elaine Tanner Kanada                                                     | Kaye Hall USA                                                              |
| 100 m bröstsim Detaljer...   | Đurđica Bjedov Jugoslavien                                | Galina Prozumensjtjikova Sovjetunionen                                   | Sharon Wichman USA                                                         |
| 200 m bröstsim Detaljer...   | Sharon Wichman USA                                        | Đurđica Bjedov Jugoslavien                                               | Galina Prozumensjtjikova Sovjetunionen                                     |
| 100 m fjäril Detaljer...     | Lyn McClements Australien                                 | Ellie Daniel USA                                                         | Susan Shields USA                                                          |
| 200 m fjäril Detaljer...     | Ada Kok Nederländerna                                     | Helga Lindner Östtyskland                                                | Ellie Daniel USA                                                           |
| 200 m medley Detaljer...     | Claudia Kolb USA                                          | Susan Pedersen USA                                                       | Jan Henne USA                                                              |
| 400 m medley Detaljer...     | Claudia Kolb USA                                          | Lynn Vidali USA                                                          | Sabine Steinbach Östtyskland                                               |
| 4 x 100 m frisim Detaljer... | USA Jane Barkman Linda Gustavson Susan Pedersen Jan Henne | Östtyskland Gabriele Wetzko Roswitha Krause Uta Schmuck Gabriele Perthes | Kanada Angela Coughlan Marilyn Corson Elaine Tanner Marion Lay             |
| 4 x 100 m medley Detaljer... | USA Kaye Hall Catie Ball Ellie Daniel Susan Pedersen      | Australien Lynne Watson Judy Playfair Lyn McClements Janet Steinbeck     | Västtyskland Angelika Kraus Uta Frommater Heike Hustede Heidemarie Reineck |

### Herrar
| Gren                         | Guld                                                           | Silver                                                                             | Brons                                                                             |
| 100 m frisim Detaljer...     | Michael Wenden Australien                                      | Kenneth Walsh USA                                                                  | Mark Spitz USA                                                                    |
| 200 m frisim Detaljer...     | Michael Wenden Australien                                      | Don Schollander USA                                                                | John Nelson USA                                                                   |
| 400 m frisim Detaljer...     | Mike Burton USA                                                | Ralph Hutton Kanada                                                                | Alain Mosconi Frankrike                                                           |
| 1500 m frisim Detaljer...    | Mike Burton USA                                                | John Kinsella USA                                                                  | Greg Brough Australien                                                            |
| 100 m ryggsim Detaljer...    | Roland Matthes Östtyskland                                     | Charles Hickcox USA                                                                | Ronnie Mills USA                                                                  |
| 200 m ryggsim Detaljer...    | Roland Matthes Östtyskland                                     | Mitchell Ivey USA                                                                  | Jack Horsley USA                                                                  |
| 100 m bröstsim Detaljer...   | Don McKenzie USA                                               | Vladimir Kosinskij Sovjetunionen                                                   | Nikolaj Pankin Sovjetunionen                                                      |
| 200 m bröstsim Detaljer...   | Felipe Muñoz Mexiko                                            | Vladimir Kosinskij Sovjetunionen                                                   | Brian Job USA                                                                     |
| 100 m fjäril Detaljer...     | Douglas Russell USA                                            | Mark Spitz USA                                                                     | Ross Wales USA                                                                    |
| 200 m fjäril Detaljer...     | Carl Robie USA                                                 | Martyn Woodroffe Storbritannien                                                    | John Ferris USA                                                                   |
| 200 m medley Detaljer...     | Charles Hickcox USA                                            | Greg Buckingham USA                                                                | John Ferris USA                                                                   |
| 400 m medley Detaljer...     | Charles Hickcox USA                                            | Gary Hall USA                                                                      | Michael Holthaus Västtyskland                                                     |
| 4 x 100 m frisim Detaljer... | USA Zachary Zorn Stephen Rerych Kenneth Walsh Mark Spitz       | Sovjetunionen Georgijs Kuļikovs Viktor Mazanov Semjon Belits-Gejman Leonid Ilitjov | Australien Greg Rogers Graham White Bob Windle Michael Wenden                     |
| 4 x 200 m frisim Detaljer... | USA John Nelson Stephen Rerych Mark Spitz Don Schollander      | Australien Greg Rogers Graham White Bob Windle Michael Wenden                      | Sovjetunionen Vladimir Bure Semjon Belits-Gejman Georgijs Kuļikovs Leonid Ilitjov |
| 4 x 100 m medley Detaljer... | USA Charles Hickcox Don McKenzie Douglas Russell Kenneth Walsh | Östtyskland Roland Matthes Egon Henninger Horst-Günter Gregor Frank Wiegand        | Sovjetunionen Jurij Hromak Volodimir Nemsjilov Vladimir Kosinskij Leonid Ilitjov  |